# Sibabangun (plaats)
Sibabangun is een bestuurslaag in het regentschap Tapanuli Tengah van de provincie Noord-Sumatra, Indonesië. Sibabangun telt 5688 inwoners (volkstelling 2010).